# Rosenkremla
Rosenkremla (Russula aurora) är en svampart som först beskrevs av Julius Vincenz von Krombholz, och fick sitt nu gällande namn av Giacopo Bresàdola 1892. Russula aurora ingår i släktet kremlor och familjen kremlor och riskor.   Inga underarter finns listade i Catalogue of Life.
I den svenska databasen Dyntaxa används istället namnet Russula velutipes för samma taxon.  Arten är reproducerande i Sverige.

## Källor

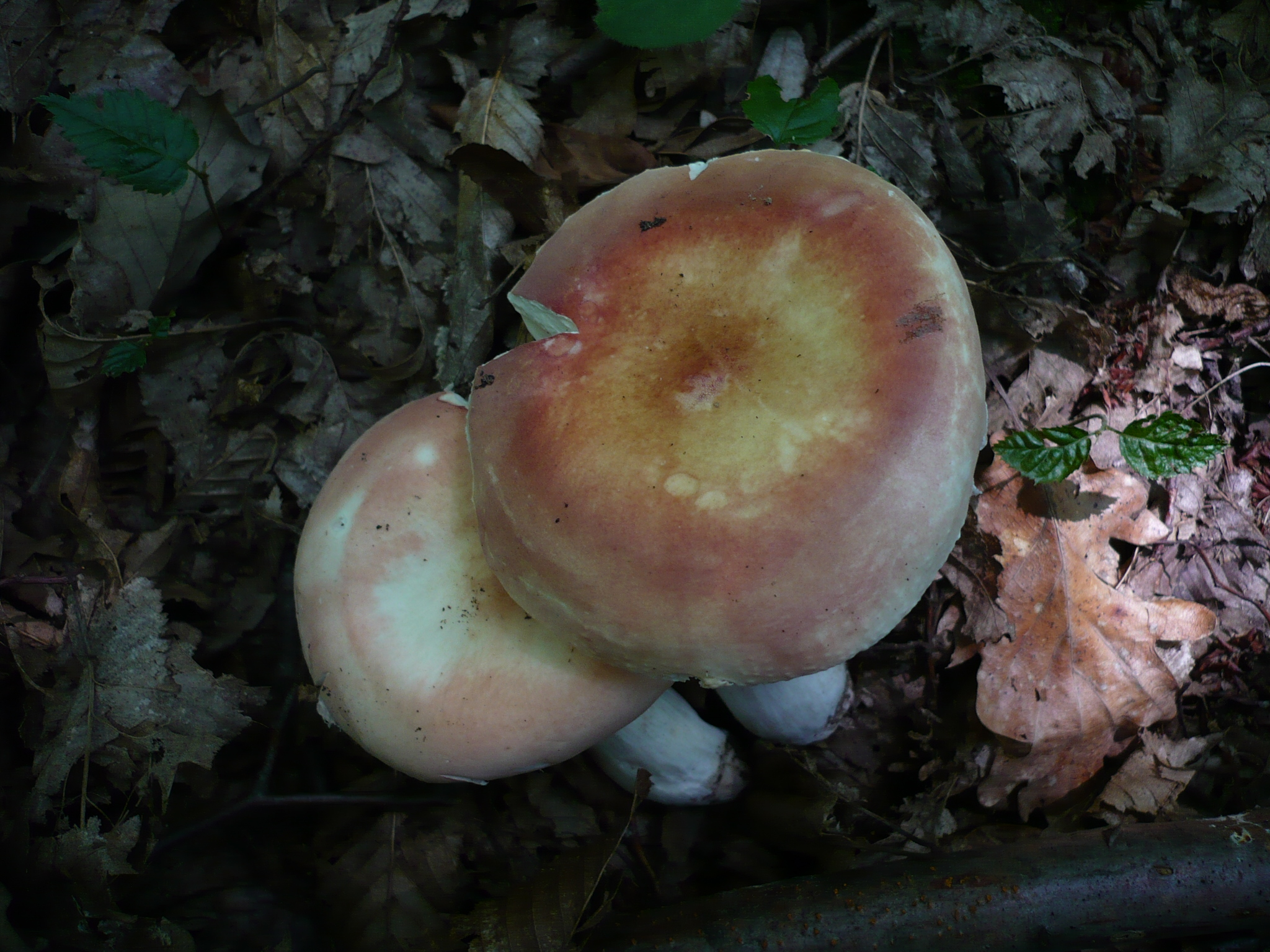
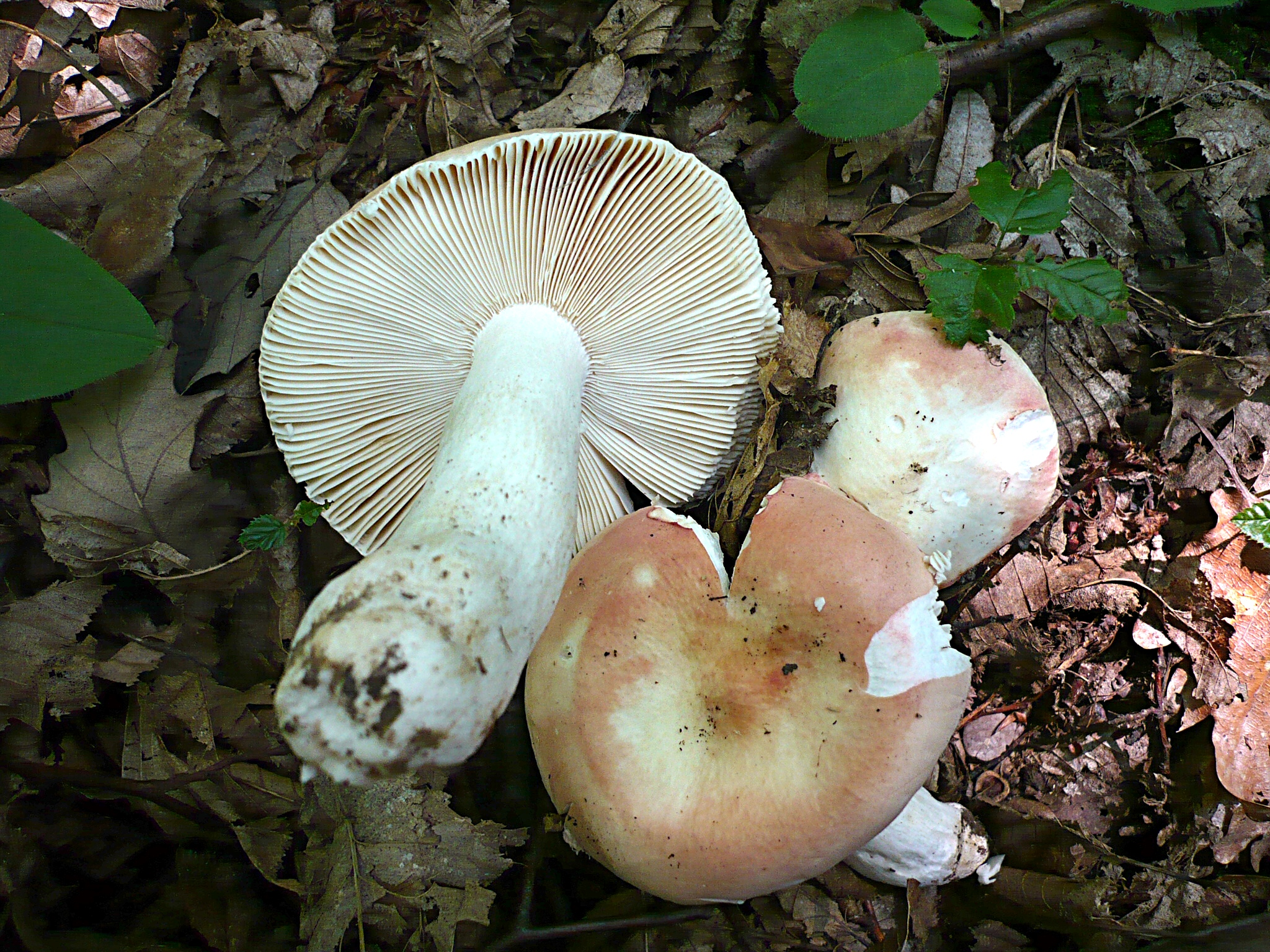
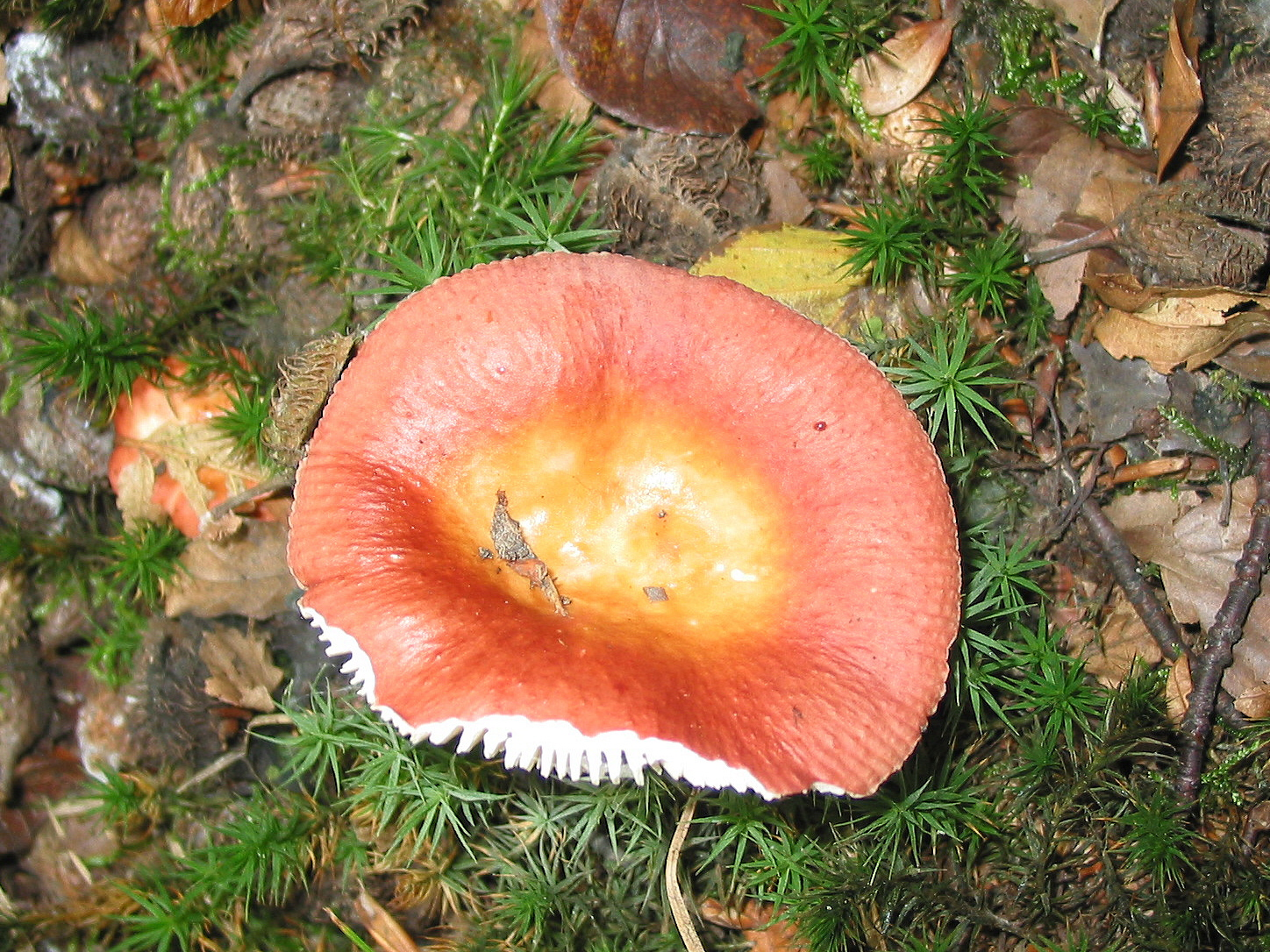